# Elezioni parlamentari in Serbia del 2008
Le elezioni parlamentari in Serbia del 2008 si sono tenute l'11 maggio. Esse hanno visto la vittoria della coalizione denominata Per una Serbia Europea: essa era guidata da Boris Tadić e comprendeva Partito Democratico, G17 Plus e Movimento del Rinnovamento Serbo. A seguito delle consultazioni la carica di Primo ministro è stata assunta da Mirko Cvetković.

## Risultati
| Liste                                                                                   | Voti      | %     | Seggi |
| --------------------------------------------------------------------------------------- | --------- | ----- | ----- |
| Per una Serbia Europea - Boris Tadić (DS - G17+ - SDP - LSV - SPO - DSHV)               | 1 590 200 | 39,25 | 102   |
| Partito Radicale Serbo                                                                  | 1 219 436 | 30,10 | 78    |
| Partito Democratico di Serbia - Nuova Serbia                                            | 480 987   | 11,87 | 30    |
| Partito Socialista di Serbia - Partito dei Pensionati Uniti di Serbia - Serbia Unitaria | 313 896   | 7,75  | 20    |
| Partito Liberal Democratico - Čedomir Jovanović (LDP - SDU - DHSS)                      | 216 902   | 5,35  | 13    |
| Coalizione Ungherese (VMSZ/SVM - VMDK/DZVM - VMDP/DSVM)                                 | 78 874    | 1,95  | 4     |
| Lista per il Sangiaccato (SDAS - SLPS - BDSS - RS)                                      | 38 148    | 0,94  | 2     |
| Movimento della Forza di Serbia                                                         | 22 250    | 0,55  | –     |
| Partito per l'Azione Democratica                                                        | 16 801    | 0,41  | 1     |
| Partito Popolare dei Contadini                                                          | 12 001    | 0,30  | –     |
| Partito Riformista                                                                      | 10 563    | 0,26  | –     |
| Altri <0,25%                                                                            | 55 178    | 1,36  | –     |
| Totale                                                                                  | 4 051 236 | 100   | 250   |